# Lillemor Mårtensson
Iris Lillemor Mårtensson, född 13 mars 1945 i Stockholm, är en svensk skådespelare.
Mårtensson utexaminerades från scenskolan i Göteborg 1971 och var verksam vid Scalateatern i Stockholm 1972.

## Film- och TV-roller
- 1971 – Offside (TV-serie)
- 1971 – Fosterbarn (TV-serie)
- 1974 – Avi om en värdeförsändelse (TV-film)
- 1974 – Agnes (TV-film)
- 1977 – Lära för livet (TV-serie)
- 1978 – Bomsalva
- 1979 – Hallå, det är från kronofogden (TV-film)
- 1982 – Dubbelsvindlarna (TV-serie)
- 1983 – Distrikt 5 (TV-serie)
- 1986 – Bumerang (TV-film)
- 1988 – PS Sista sommaren